# Primera División de Paraguay
División Professional de la Asociación Paraguaya de Fútbol eller bare Primera División de Paraguay er den bedste fodboldrække i Paraguay, hvori klubberne spiller om det paraguayanske mesterskab. Turneringen arrangeres af Paraguays fodboldforbund og har været afholdt siden 1906. Ligaen er, ifølge det af FIFA anerkendte fodboldstatistik-site IFFHS, den 9.-stærkeste fodboldliga i verden pr. 2017.
Som i så mange andre latinamerikanske lande kåres der i den paraguayanske liga en mester hvert halve år, i modsætning til den europæiske model med én mester pr. år. Hvert forår spiller holdene om Torneo Aperture (Åbningsturneringen), mens der om efteråret spilles om Torneo Clausura (Afslutningsturneringen). Begge turneringer spilles over 22 kampe, hvor hvert hold møder hinanden to gange. Nedrykning til den næstbedste række, División Intermedia, foregår ved at udregne et pointgennemsnit for de foregående tre år i ligaen.  Turnerigens format er dog blevet ændret jævnligt i tidens løb.
Halvårsmesterskabet blev indført i 2008. Inden da havde der fra 1906-2007 været spillet et helårsmesterskab baseret på kalenderåret.
Det mest succesfulde hold er Olimpia, der har vundet hele 43 mesterskaber.

## Vindere
Følgende er en liste over de paraguayanske fodboldmestre, siden ligaens start i 1906:

### Helårsmesterskabet (1906-2007)
- 1906 Guaraní (1)
- 1907 Guaraní (2)
- 1908 Ikke afholdt
- 1909 Nacional (1)
- 1910 Libertad (1)
- 1911 Nacional (2)
- 1912 Olimpia (1)
- 1913 Cerro Porteño (1)
- 1914 Olimpia (2)
- 1915 Cerro Porteño (2)
- 1916 Olimpia (3)
- 1917 Libertad (2)
- 1918 Cerro Porteño (3)
- 1919 Cerro Porteño (4)
- 1920 Libertad (3)
- 1921 Guaraní (3)
- 1922 Ikke afholdt
- 1923 Guaraní (4)
- 1924 Nacional (3)
- 1925 Olimpia (4)
- 1926 Nacional (4)
- 1927 Olimpia (5)
- 1928 Olimpia (6)
- 1929 Olimpia (7)
- 1930 Libertad (4)
- 1931 Olimpia (8)
- 1932 Ikke afholdt
- 1933 Ikke afholdt
- 1934 Ikke afholdt
- 1935 Cerro Porteño (5)
- 1936 Olimpia (9)
- 1937 Olimpia (10)
- 1938 Olimpia (11)
- 1939 Cerro Porteño (6)
- 1940 Cerro Porteño (7)
- 1941 Cerro Porteño (8)
- 1942 Nacional (5)
- 1943 Libertad (5)
- 1944 Cerro Porteño (9)
- 1945 Libertad (6)
- 1946 Nacional (6)
- 1947 Olimpia (12)
- 1948 Olimpia (13)
- 1949 Guaraní (5)
- 1950 Cerro Porteño (10)
- 1951 Sportivo Luqueño (1)
- 1952 Presidente Hayes (1)
- 1953 Sportivo Luqueño (2)
- 1954 Cerro Porteño (11)
- 1955 Libertad (7)
- 1956 Olimpia (14)
- 1957 Olimpia (15)
- 1958 Olimpia (16)
- 1959 Olimpia (17)
- 1960 Olimpia (18)
- 1961 Cerro Porteño (12)
- 1962 Olimpia (19)
- 1963 Cerro Porteño (13)
- 1964 Guaraní (6)
- 1965 Olimpia (20)
- 1966 Cerro Porteño (14)
- 1967 Guaraní (7)
- 1968 Olimpia (21)
- 1969 Guaraní (8)
- 1970 Cerro Porteño (15)
- 1971 Olimpia (22)
- 1972 Cerro Porteño (16)
- 1973 Cerro Porteño (17)
- 1974 Cerro Porteño (18)
- 1975 Olimpia (23)
- 1976 Libertad (8)
- 1977 Cerro Porteño (19)
- 1978 Olimpia (24)
- 1979 Olimpia (25)
- 1980 Olimpia (26)
- 1981 Olimpia (27)
- 1982 Olimpia (28)
- 1983 Olimpia (29)
- 1984 Guaraní (9)
- 1985 Olimpia (30)
- 1986 Sol de América (1)
- 1987 Cerro Porteño (20)
- 1988 Olimpia (31)
- 1989 Olimpia (32)
- 1990 Cerro Porteño (21)
- 1991 Sol de América (2)
- 1992 Cerro Porteño (22)
- 1993 Olimpia (33)
- 1994 Cerro Porteño (23)
- 1995 Olimpia (34)
- 1996 Cerro Porteño (24)
- 1997 Olimpia (35)
- 1998 Olimpia (36)
- 1999 Olimpia (37)
- 2000 Olimpia (38)
- 2001 Cerro Porteño (25)
- 2002 Libertad (9)
- 2003 Libertad (10)
- 2004 Cerro Porteño (26)
- 2005 Cerro Porteño (27)
- 2006 Libertad (11)
- 2007 Libertad (12)

### Halvårsmesterskabet (2008-)
- 2008 Apertura Libertad (13) - Clausura Libertad (14)
- 2009 Apertura Cerro Porteño (28) - Clausura Nacional (7)
- 2010 Apertura Guaraní (10) - Clausura Libertad (15)
- 2011 Apertura Nacional (8) - Clausura Olimpia (39)
- 2012 Apertura Cerro Porteño (29) - Clausura Libertad (16)
- 2013 Apertura Nacional (9) - Clausura Cerro Porteño (30)
- 2014 Apertura Libertad (17) - Clausura Libertad (18)
- 2015 Apertura Cerro Porteño (31) - Clausura Olimpia (40)
- 2016 Apertura Libertad (19) - Clausura Guaraní (11)
- 2017 Apertura Libertad (20) - Clausura Cerro Porteño (32)
- 2018 Apertura Olimpia (41) - Clausura Olimpia (42)
- 2019 Apertura Olimpia (43) - Clausura